# Nadine Masshardt
Nadine Masshardt, née le 4 octobre 1984 à Affoltern am Albis (originaire de Berne et Mühlethurnen), est une personnalité politique suisse, membre du Parti socialiste.
Elle siège au Conseil national depuis mars 2013.

## Biographie
Nadine Masshardt naît le 4 octobre 1984 à Affoltern am Albis, dans le canton de Zurich. Elle est originaire de Berne et de Mühlethurnen (canton de Berne). Elle a deux frères.
Elle grandit à Langenthal, dans le canton de Berne.
Elle étudie l'histoire et la philosophie à l'Université de Fribourg.
De 2010 à 2012, elle travaille comme assistante de programme et collaboratrice scientifique au Département fédéral des finances.
Depuis 2012[réf. nécessaire], elle travaille pour une agence de communication.
Elle est en couple avec un journaliste et mère de trois enfants. Ils habitent à Berne, dans le quartier de la Länggasse.

## Parcours politique
Elle rejoint le Parti socialiste après avoir obtenu sa maturité. En 2006, elle fonde une section des Jeunes socialistes à Langenthal en réaction à la forte présence du Parti des Suisses nationalistes dans la région.
Elle est élue au Grand Conseil du canton de Berne en 2006. De 2005 à 2010, elle représente le PS au Conseil de ville (législatif) de Langenthal. Son mentor à cette époque est Evi Allemann.
Elle se présente en 2007 aux élections au Conseil national, arrivant première des candidats non élus de sa circonscription. À partir de la session de printemps 2013, elle remplace Ursula Wyss, démissionnaire à la suite de son élection à l'exécutif de la ville de Berne, au Conseil national. Elle est alors la plus jeune parlementaire fédérale. Elle est réélue en 2015, 2019 et 2023. C'est elle qui dirige la campagne de son parti lors de ces dernières élections. Elle siège à la Commission des institutions politiques (CIP) et, depuis fin 2019, à la Commission de l'environnement, de l'aménagement du territoire et de l'énergie (CEATE).
Elle est évoquée pour succéder à Christian Levrat à la présidence du Parti socialiste suisse.

### Profil politique
Ses thèmes de prédilection sont l'environnement, la conciliation entre vie privée et vie professionnelle et la transparence en matière de financement des partis. Elle défend le droit de vote à 16 ans, et l'extension des zones à 30 km/h.
Elle se dit socialiste pragmatique et a une réputation de modérée. Elle est parfaitement sur la ligne de son parti.

### Autres mandats
Elle est coprésidente de l'Initiative sur la transparence. Elle était coprésidente du WWF du canton de Berne de 2007 à 2021.
Depuis 2001, elle est aussi membre de conseil de la fondation de prévoyance GEPABU et présidente du fondation suisse de l’énergie (SES).
Au printemps 2022, elle succède à Prisca Birrer-Heimo à la tête de la Stiftung für Konsumentenschutz (de) (l'équivalent alémanique de la FRC).